# Distrito de Rapayán

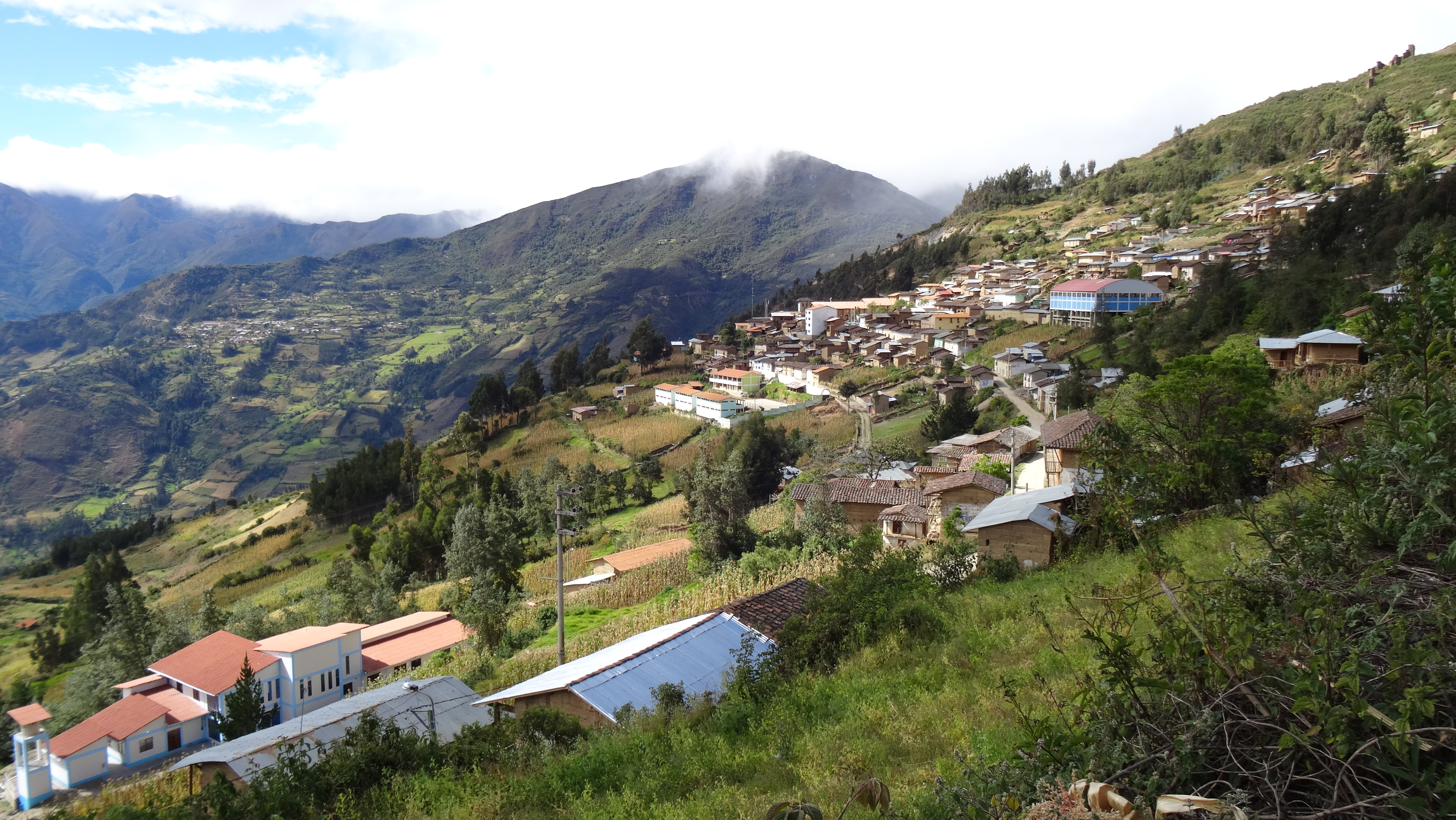
El plano del núcleo urbano del distrito de Rapayán desde la vía central.

El distrito de Rapayán es uno de los dieciséis que integran la provincia andina de Huari ubicada en el Departamento de Ancash, bajo la administración del Gobierno regional de Ancash, en el Perú.
Rapayán cuenta con un gran atractivo turístico natural y arqueológica que esta por descubrir. 

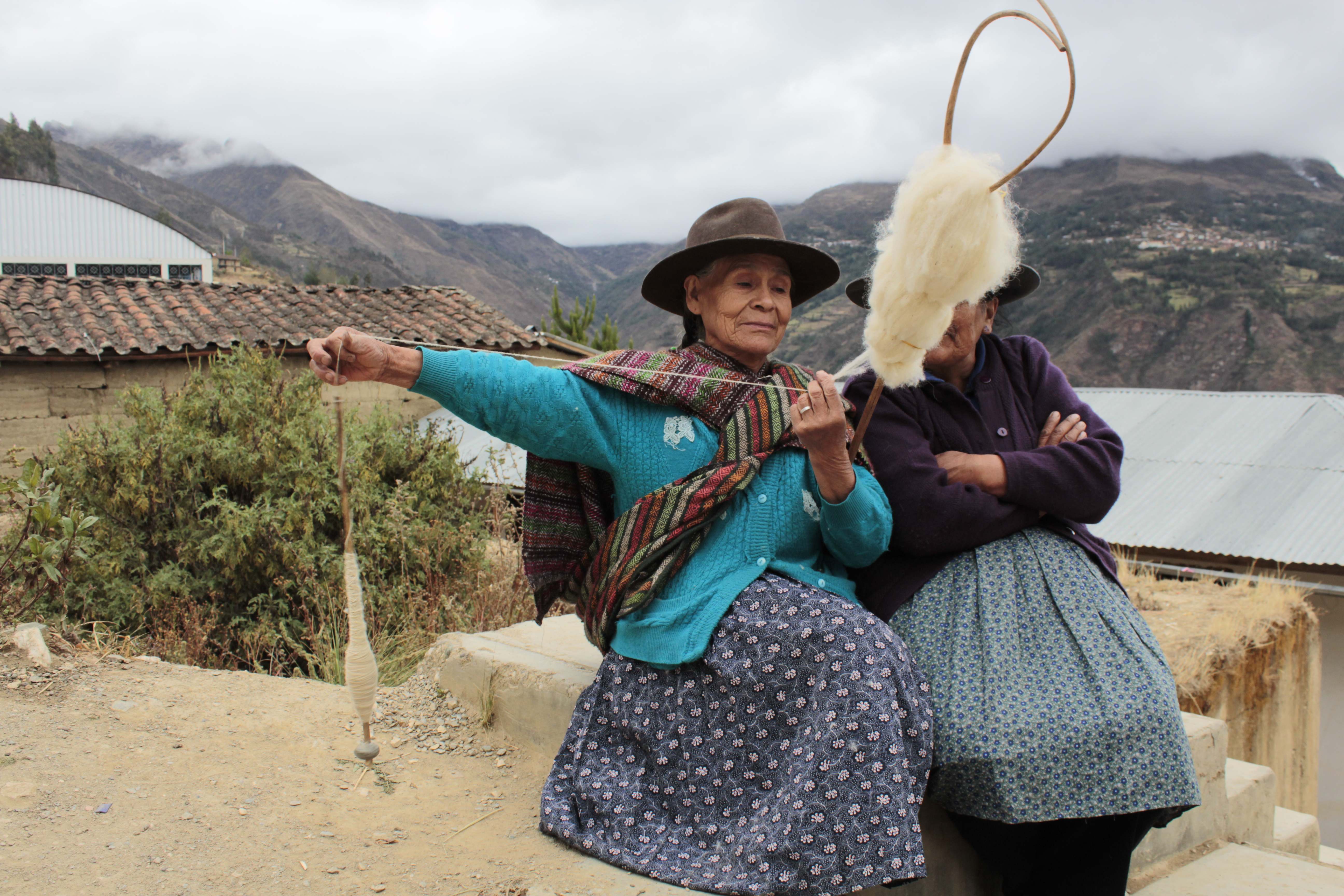
Hilandera rapayana.

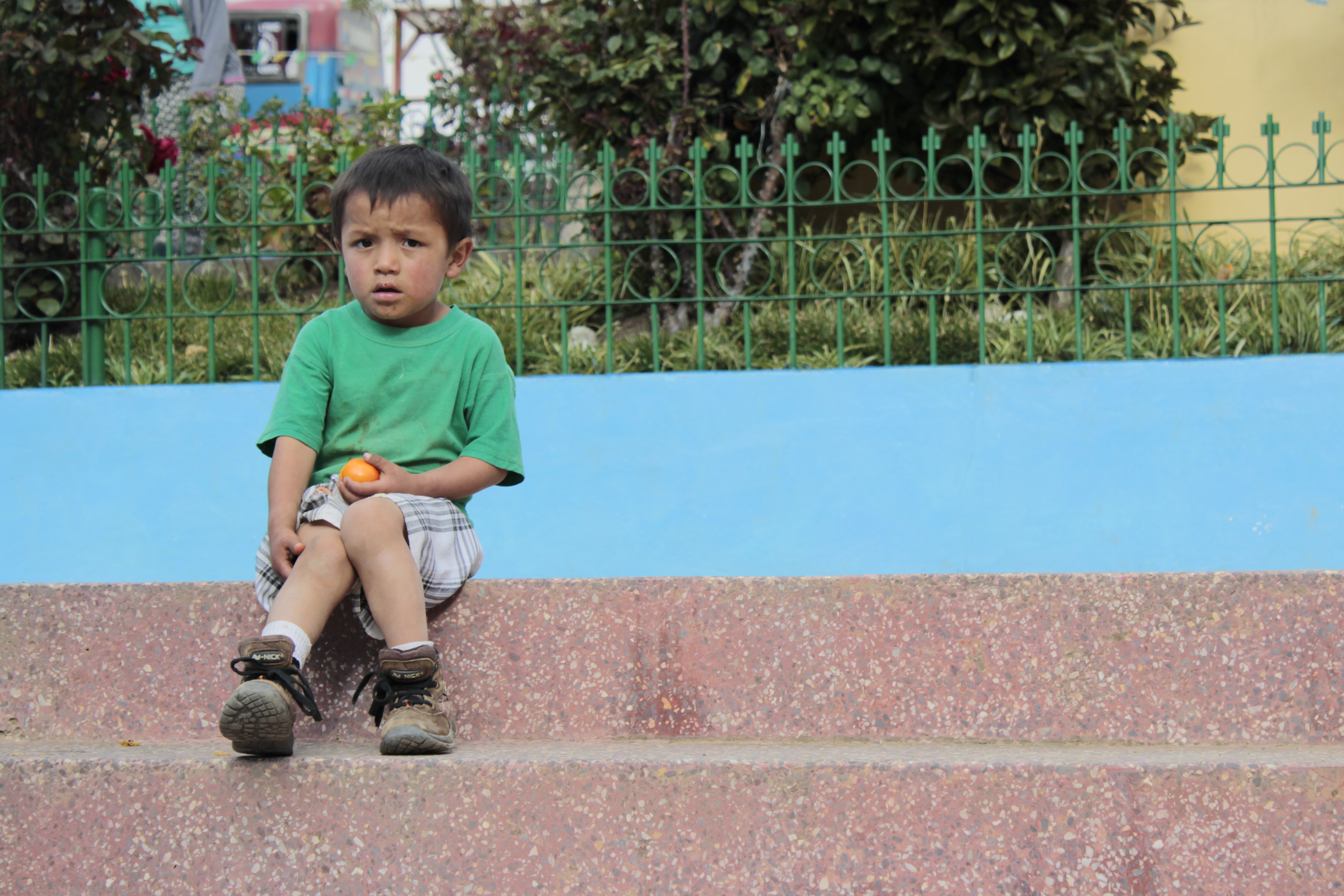
Niño en la plaza de Rapayán.

## Toponimia
Del verbo quechua rapay = hacerse de césped, grama.
De la planta Rayan (Sauco) = Abundancia de sauco.

## Historia
El distrito fue creado el 16 de septiembre de 1952 mediante Ley N° 11682 dada en el segundo gobierno del Presidente Manuel A. Odría.

## Geografía

### Ubicación
Su superficie de 143,34 km² se emplaza en el extremo este de la Sierra Oriental de Áncash, en consecuencia es el territorio más oriental de la región Áncash. Limita por el noroeste con los ríos Contán, Matará y el distrito de Huacchis; por el sur con el río Pilluyacu, el riachuelo de Jauranga y el departamento de Huánuco; por el este con el río Marañón y el departamento de Huánuco; y por el oeste con la quebrada de Tauli.

### Relieve e hidrografía
Su relieve es muy accidentado puesto que esta tiene montañas y profundos acantilados.

## Puntos urbanos
Cuenta con un centro poblado que es El Porvenir, y sus caseríos son: Chunas, Tactabamba, Hijin y Cantumarca. 

## Capital
La capital del distrito es Rapayán.

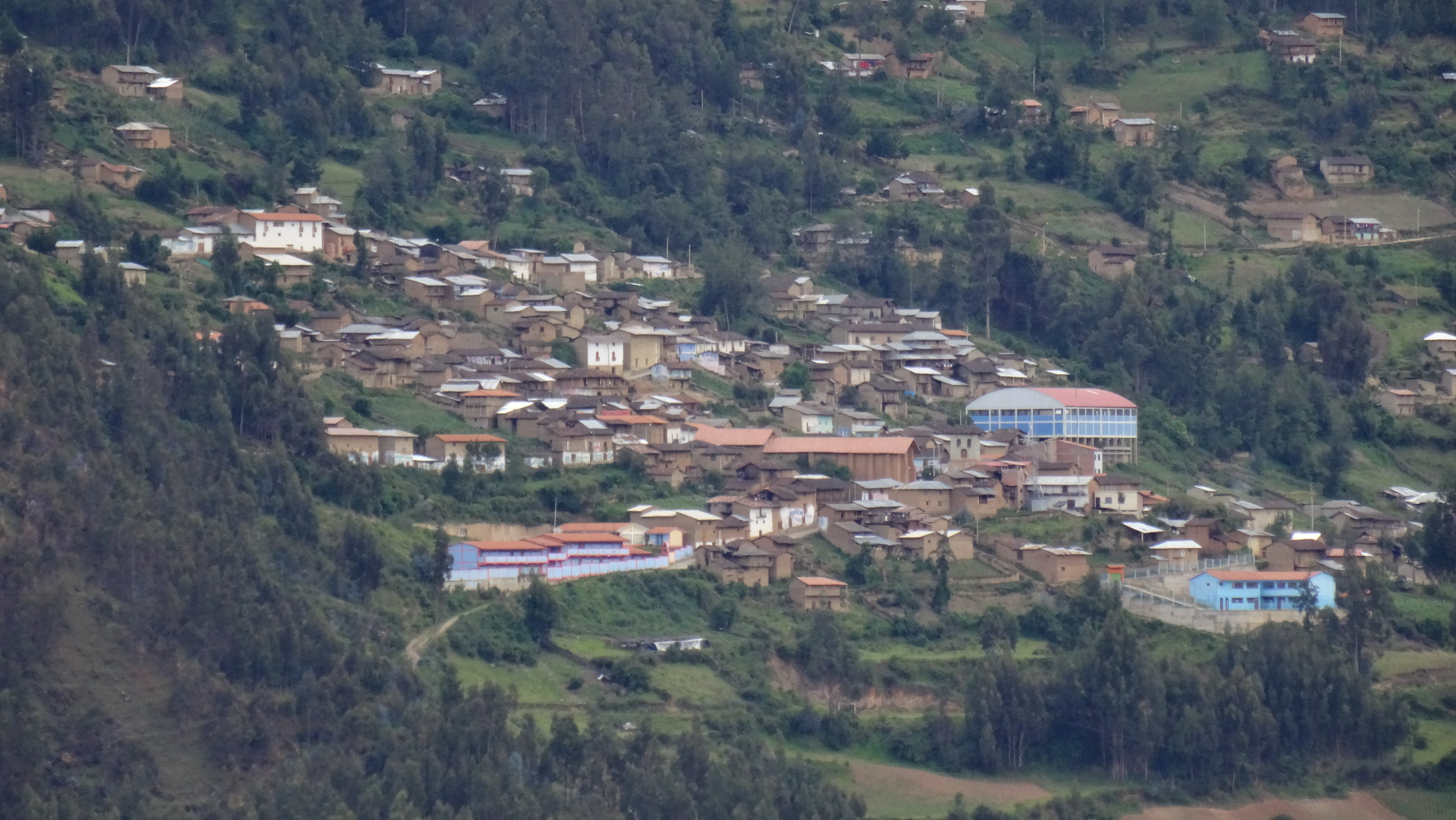
Vista de la ciudad de Rapayán, capital del distrito homónimo, desde el cerro Sonta, Arancay.

Este distrito tiene una característica, pues en su territorio se hallan yacimientos arqueológicos-según Cardich: restos de la Cultura Yarovilca- que son construcciones a modo de "rascacielos", en forma de torres de tres o cuatro pisos.

## Festividades
- Carnavales.

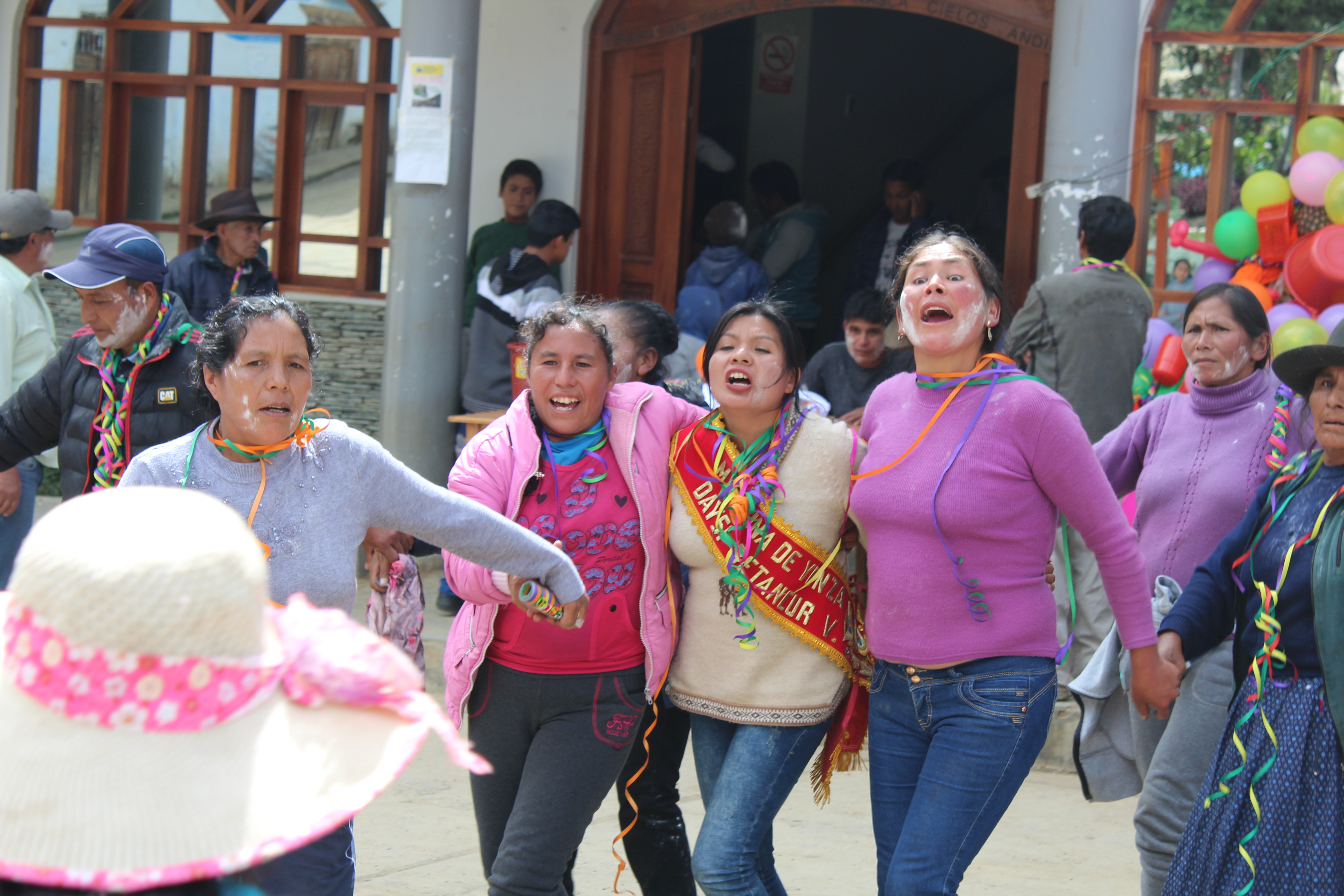
Carnaval rapayano.

  - Carnaval rapayano.Comadres y compadres. Crean un(a) muñeco(a) con las prendas robadas del sexo opuesto durante la madrugada. Luego hacen un testamento mofándose de las personalidades más importantes del distrito. Al amanecer el pueblo descubre los contenidos de los testamentos que han sido colocados en las zonas más visibles. El juego comienza cuando los varones empiezan a buscar el muñeco con el objetivo de evitar que las mujeres lleguen al cementerio para enterrarlo y alzarse con la victoria. La guerra entre los sexos se da con agua, los puntos de encuentro son los ríos y puquios del pueblo.
  - Yunzas: Cada barrio realiza sus tradicionales yunzas, se sirven comida y trago para todos los asistentes, siendo el rey de la fiesta la Chicha de Jora con punta (alcohol).
- Semana Santa.
- Turco y Campish.Alférez.

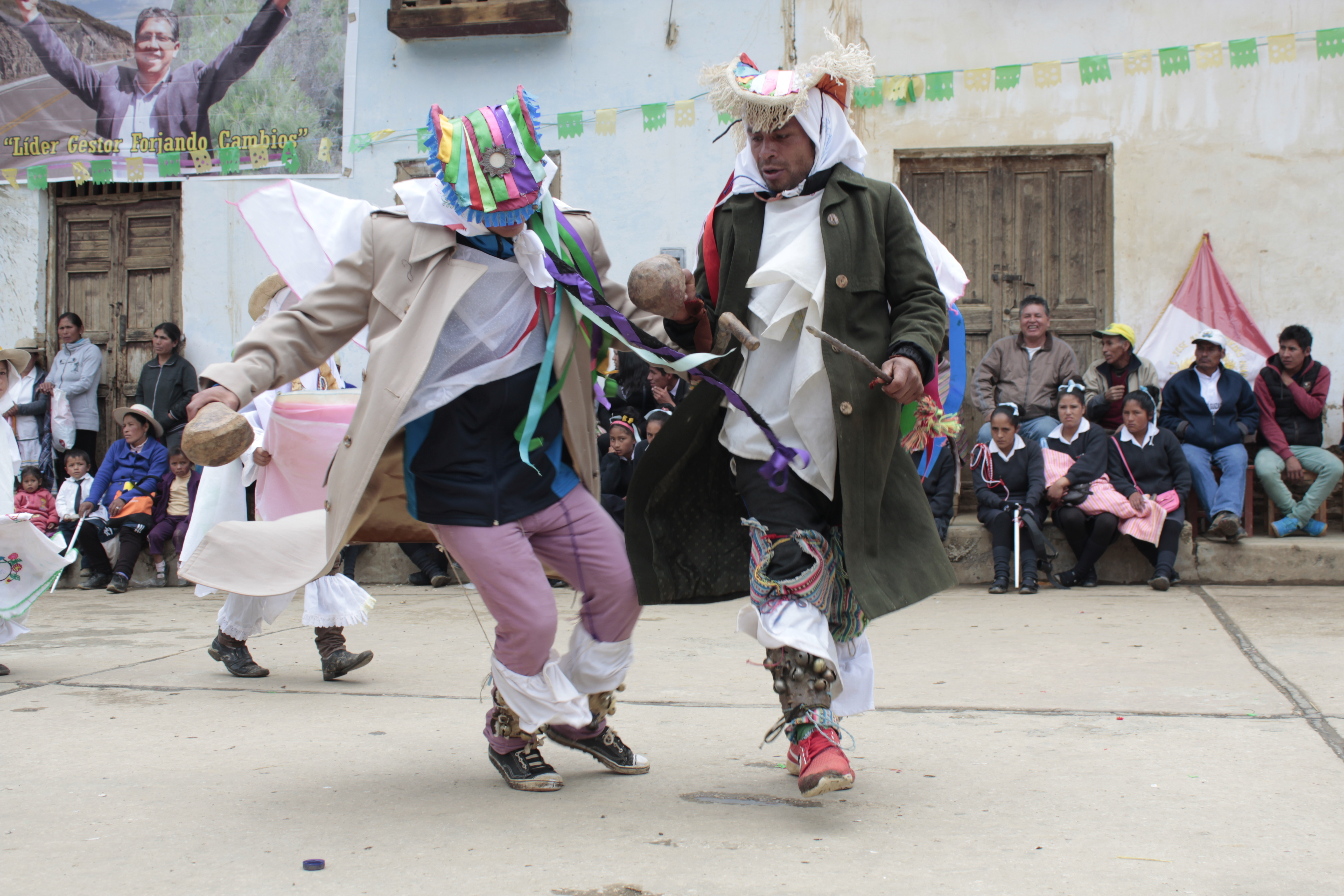
Turco y Campish.

  - El 15 de junio se presentan los Turcos y Campish.
- Fiestas patrias.
  - Inicia con la llega de la banda de músicos, quienes son recepcionados por la población con enorme algarabía. Después se hace la Corrida de Cintas,  la Corrida de Toros y finalmente el último día se hace la despedida de la banda de músicos. En cada una de estas actividades festivas participa toda la población en conmemoración de la independencia del Perú.
- El Inca Pizarro, La virgen Asunciona y San Roque (Patrón de Rapayán)
  - Cada una de estas festividades se lleva a cabo en agosto, siendo la más importante la celebración a San Roque, el 16 de agosto.
- La virgen de Guadalupe y el nacimiento de Jesús.
  - El 12 y 25 de diciembre respectivamente. En la celebración del nacimiento del niño Jesucito se presentan las danzas de Patora, Negritos y Chuncho.

## Acceso

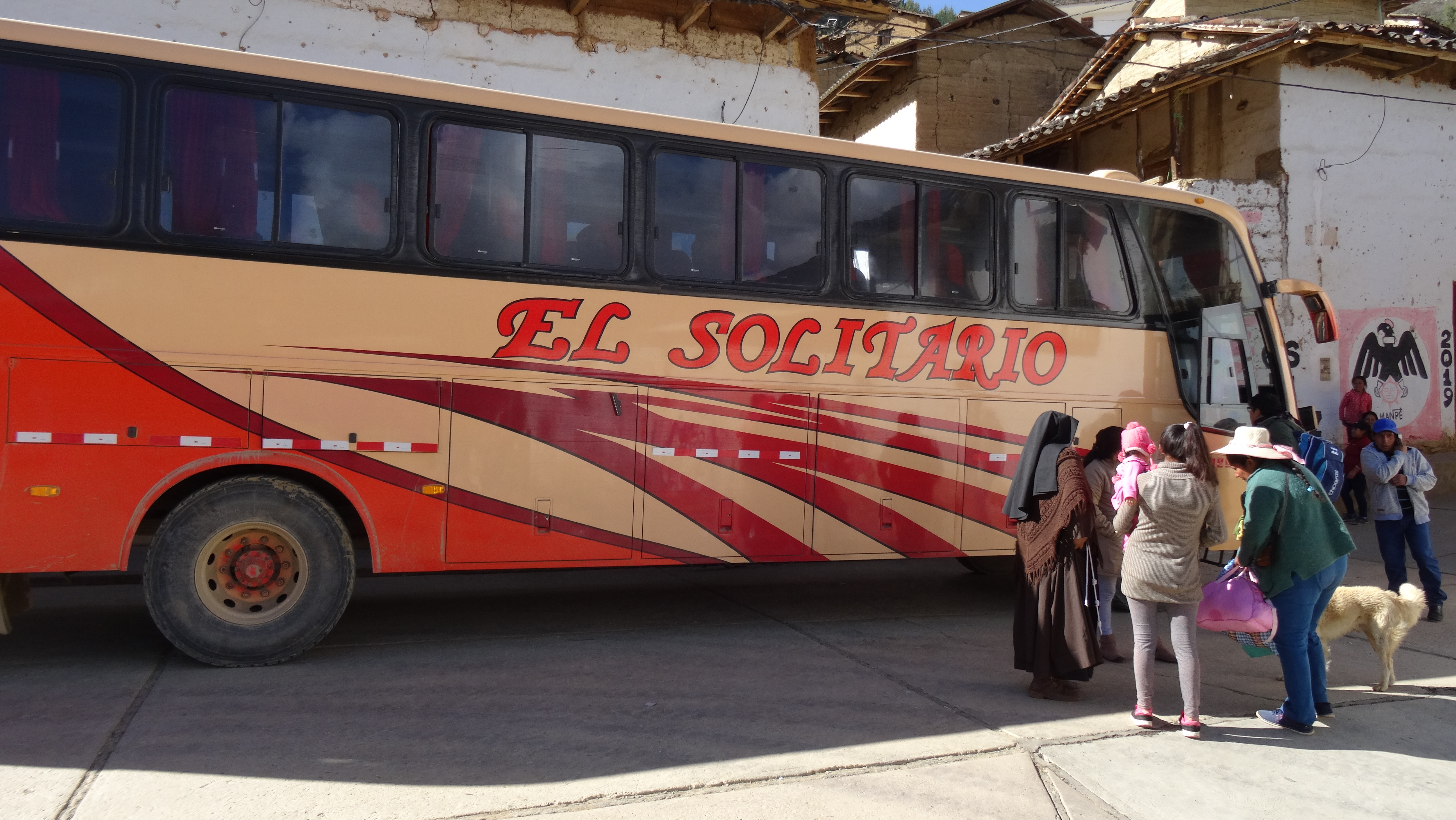
Un bus de la empresa de transporte El Solitario llegando a la ciudad de Rapayán.

- Desde Lima: Salidas únicamente los días martes y viernes con la empresa "El Solitario", siguiendo la ruta Lima, Supe, Chasquitambo, Cajacay, Conococha, Catac, Palca, Yunguilla, Piurox, Uco, Paucas, Viscas, Yanas, Huacchis y finalmente Rapayán.

## Autoridades

### Municipales
- 2015-2018[3]
  - Alcalde: Junior Miranda Rojas, del Partido Unión por el Perú (UPP).
  - Regidores: Wilder Juan Rivera Garrido (UPP), Amos Olortegui Martel (UPP), Marcelino Pardave Zavalin (UPP), Ruht Estehr Rodríguez López (UPP), Wilmer Obidio Achic Blas (APP).
- 2011-2014[4]
  - Alcalde: Wagner Rubén Ortiz Miranda, del Partido Alianza para el Progreso (APEP).
  - Regidores: Miguel Sócrates Rubina Rodríguez (APEP), Wiliam Nicanor Espinoza Trujillo (APEP), Sila Rojas Valdizán (APEP), Keny Roger Sánchez Vásquez (Unión por el Perú), Eduard Hurtado Veramendi (Unión por el Perú).
- 2007-2010
  - Alcalde: Berino Olórtegui Urbano.
- 1987-1989
  - Alcalde: Ramón Castillo Rubina